# Ella Pamfilova
Ella Alexandrovna Pamfilova, (în limba rusă: Элла Александровна Памфилова), năcută pe 12 septembrie 1953, este un politician rus, deputat în Duma de Stat. A fost prima femeie-candidat pentru funcția de președinte al Federației Ruse în cadrul alegerilor prezidențiale din 2000.

## Cariera politică
De profesie inginer electromecanic, a lucrat într-o uzină de reparații din Moscova până și-a început cariera politică.
Între 1989 și 1990 a fost deputat al Sovietului Deputaților Poporului al URSS din partea orașului Moscova. După prăbușirea Uniunii Sovietice a fost aleasă deputat în Duma de Stat (1993 – 1995). Între 1991 – 1994 a ocupat funcția de ministru al protecției sociale.
În anul 2000, a fost prima femeie care a candidat pentru ocuparea funcției de președinte al Federației Ruse.
Din anul 2000 ocupă funcția de Președinte al "Consiliului prezidențial de dezvoltare a instituțiilor societății civile și drepturilor omului". Este pre;edintele unor organiya'ii neguvernamentale pentru protec'ia drepturilor omului.